# Усов Володимир Олександрович
Володимир Олександрович Усов (рос. Владимир Александрович Усов; 1954—1991) — один із трьох загиблих захисників Білого дому під час серпневого путчу 1991 року. Герой Радянського Союзу (посмертно).

## Біографія
Народився 16 березня 1954 року в місті Вентспілсі (Латвія) в сім'ї військового, згодом контр-адмірала Військово-морського флоту О. О. Усова. Закінчив Магаданську середню школу № 7, Столінський сільськогосподарський технікум (Брестська область, Білорусь) за фахом «економіка сільського господарства».
З 1972 року жив у Москві. У 1978—1980 роках проходив строкову службу в берегових частинах зв'язку ВМФ в Калінінградській області і в Білорусії, сержант. На початку 1990-х працював економістом на спільному підприємстві «ІКОМ».

## Загибель
19-21 серпня 1991 року в період діяльності в Москві Державного комітету з надзвичайного стану в СРСР (ДКНС, рос. ГКЧП) В. А. Усов знаходився серед громадян, які протестували проти введення військ до Москви і вимагали демократичних перетворень в країні. Він загинув в ніч з 20 на 21 серпня 1991 року в районі підземного тунелю поблизу Смоленської площі, де на перетині вулиць Чайковського та Нового Арбата були блоковані вісім бойових машин піхоти (БМП) Таманської мотострілецької дивізії. За офіційною версію, Усова було вбито випадково — рикошетом від попереджувального пострілу.